# Ilhéu das Cabras
Ilhéu das Cabras és una illa del golf de Guinea. L'illot està situat a la costa nord de l'illa de São Tomé, una de les illes que formen la república de São Tomé i Príncipe, i a 8 km al nord de São Tomé. L'illa és deshabitada (2008 est.).